# Pseudagrion acaciae
Pseudagrion acaciae – gatunek ważki z rodziny łątkowatych (Coenagrionidae). Występuje na terenie Afryki Subsaharyjskiej – od Angoli, Demokratycznej Republiki Konga i Tanzanii na południe po RPA.
W Afryce Południowej imago lata od listopada do końca maja. Długość ciała 38–49 mm. Długość tylnego skrzydła 18,5–19 mm.